# 아메리칸 러브홀릭
《아메리칸 러브홀릭》(100 Women, 원제: Girl Fever)은 미국에서 제작된 마이클 데이비스 감독의 2002년 멜로/로맨스, 코미디 영화이다. 채드 도넬라 등이 주연으로 출연하였고 이허드 블레이버그 등이 제작에 참여하였다. 이 영화의 원제는 Girl Fever였으나 상영한지 얼마 지나지 않아 100 Women으로 변경되었으며 이후 DVD로 출시되었다.

## 출연

### 주연
- 채드 도넬라
- 재키 카츠먼
- 제니퍼 모리슨
- 에린 바틀렛
- 스티브 먼로
- 줄리 웨이켈
- 첸 로슨

### 조연
- 더블린 제임스
- 크리스탈 권

## 기타
- 라인프로듀서: 미셀 립킨
- 미술: 척 코너
- 배역: 스테이시 와이즈